# Посольство України на Кіпрі
Посольство України в Республіці Кіпр — дипломатична місія України на Кіпрі, знаходиться в місті Нікосія.

## Завдання посольства
Основне завдання Посольства України в Нікосії представляти інтереси України, сприяти розвиткові політичних, економічних, культурних, наукових та інших зв'язків, а також захищати права та інтереси громадян і юридичних осіб України, які перебувають на території Кіпру.
Посольство сприяє розвиткові міждержавних відносин між Україною і Кіпром на всіх рівнях, з метою забезпечення гармонійного розвитку взаємних відносин, а також співробітництва з питань, що становлять взаємний інтерес.

## Історія дипломатичних відносин
Республіка Кіпр визнала незалежність України 27 грудня 1991 року. 19 лютого 1992 року було встановлено дипломатичні відносини між країнами.. У серпні 1999 року в Нікосії відкрито Генеральне консульство України, у червні 2003 року почало свою діяльність Посольство України в Республіці Кіпр.

## Керівники дипломатичної місії
1. Марков Дмитро Юхимович (1999—2002)
2. Гуменюк Борис Іванович (2003—2007)
3. Дем'янюк Олександр Павлович (2007—2012)
4. Гуменюк Борис Іванович (2012—2019)[2]
5. Сіренко Наталія Юріївна (2019—2020) т.п.[3]
6. Німчинський Руслан Михайлович (2020—2025)[4][5]
7. Ніжинський Сергій Сергійович (з 2025)[6]